# Калсаду (Пернамбуку)
Калсаду (порт. Calçado) — муниципалитет в Бразилии, входит в штат Пернамбуку. Составная часть мезорегиона Сельскохозяйственный район штата Пернамбуку. Входит в экономико-статистический микрорегион Гараньюнс.